# Liste der Wappen im Landkreis Verden
Diese Liste beinhaltet alle in der Wikipedia gelisteten Wappen des Landkreises Verden (Niedersachsen).

Wappen des Landkreises Verden (Details)
Lage des Landkreises Verden in Niedersachsen

## Samtgemeindewappen

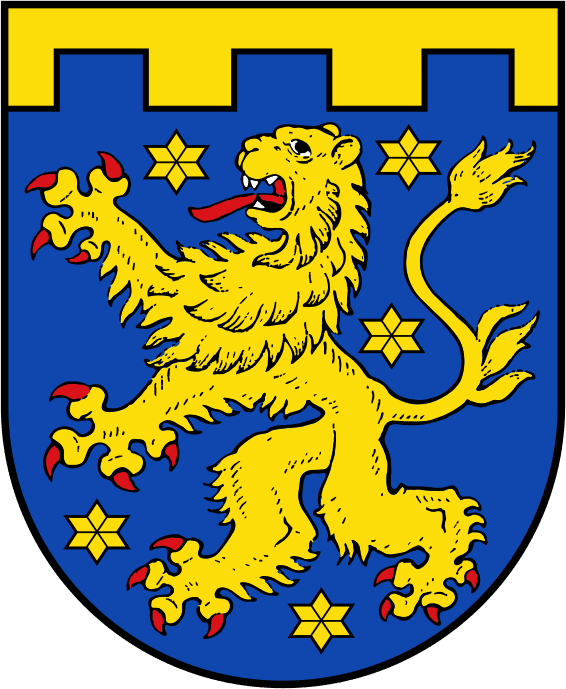
Samtgemeinde Thedinghausen

## Wappen der Städte und Gemeinden
- Stadt
Achim[1]
- Gemeinde
Blender (Details)
- Gemeinde
Dörverden[2]
- Gemeinde
Emtinghausen[3] (Details)
- Gemeinde
Kirchlinteln[4]
- Flecken
Langwedel[5]
- Flecken                                                                                              Ottersberg
- Gemeinde
Oyten[6]
- Gemeinde
Riede (Details)
- Gemeinde
Thedinghausen
- Kreisstadt
Verden (Aller)[7]

## Wappen ehemals selbständiger Gemeinden

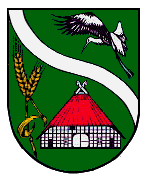
Gemeinde Dörverden Ortsteil Ahnebergen

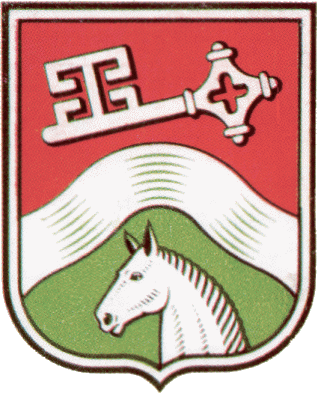
Stadt Achim Ortsteil Baden
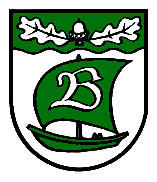
Gemeinde Dörverden Ortsteil Barme
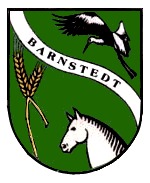
Gemeinde Dörverden Ortsteil Barnstedt
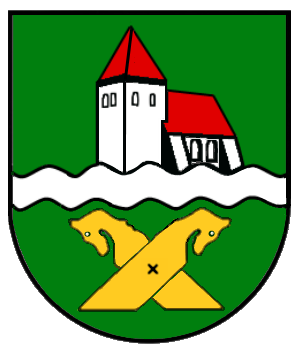
Flecken Langwedel Ortsteil Daverden
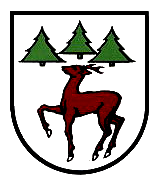
Gemeinde Dörverden Ortsteil Diensthop
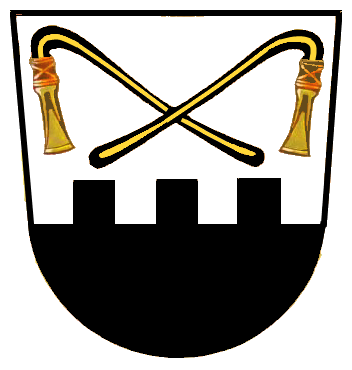
Flecken Langwedel Ortsteil Etelsen
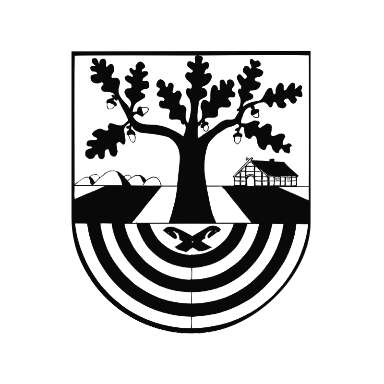
Flecken Langwedel Ortsteil Holtebüttel
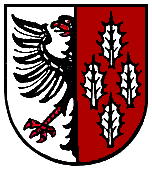
Gemeinde Dörverden Ortsteil Hülsen
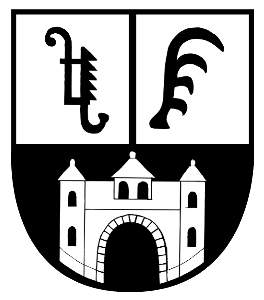
Flecken Langwedel Ortsteil Langwedel
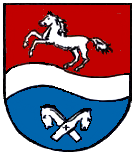
Gemeinde Dörverden Ortsteil Stedebergen
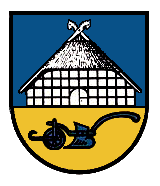
Gemeinde Dörverden Ortsteil Stedorf
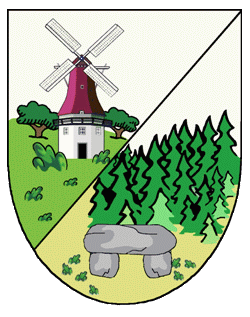
Flecken Langwedel Ortsteil Völkersen
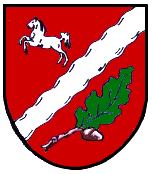
Gemeinde Dörverden Ortsteil Wahnebergen
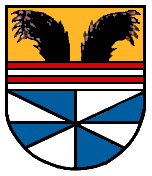
Gemeinde Dörverden Ortsteil Westen
Stadt Achim Ortsteil Baden
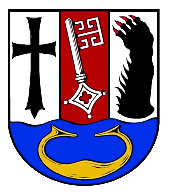
Gemeinde Blender (Details)
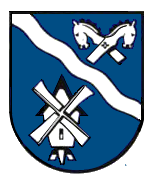
Gemeinde Dörverden
Gemeinde Emtinghausen (Details)
Ortsteil Barme[8]
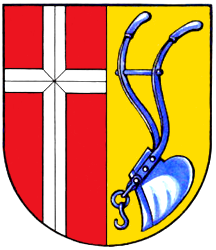
Gemeinde Dörverden Ortsteil Barnstedt
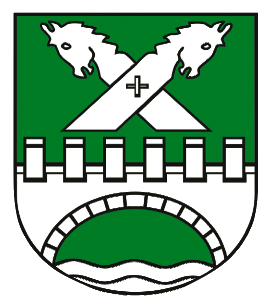
Flecken Langwedel
Ortsteil Daverden
- Gemeinde Dörverden
Ortsteil Diensthop[9]
Flecken Langwedel Ortsteil Etelsen
- Flecken Langwedel
Ortsteil Holtebüttel
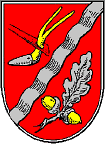
Gemeinde Dörverden
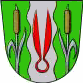
Gemeinde Riede (Details)
Ortsteil Hülsen
- Flecken Langwedel
Ortsteil Langwedel
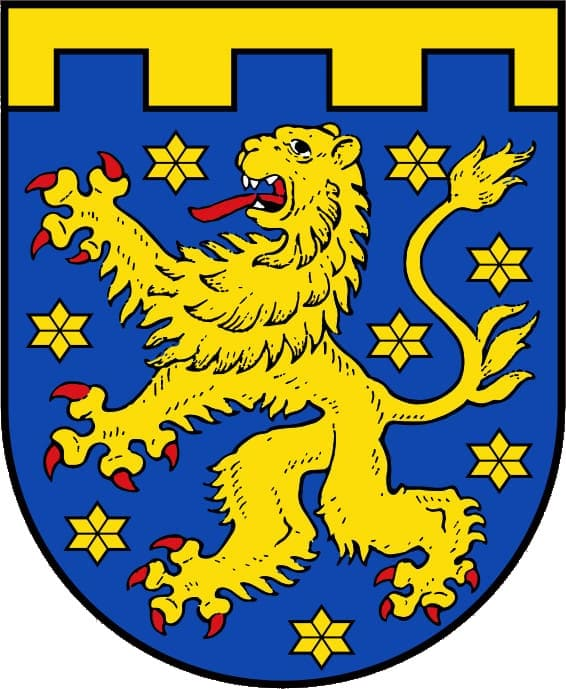
Gemeinde Dörverden
Kreisstadt Verden (Aller)
Ortsteil Stedebergen
- Gemeinde Dörverden
Ortsteil Stedorf[10]
- Flecken Langwedel
Ortsteil Völkersen
- Gemeinde Dörverden
Ortsteil Wahnebergen
- Gemeinde Dörverden
Ortsteil Westen

## Blasonierungen
1. ↑  Achim: „Gespalten von Rot und Silber, vorn ein nach links gekehrter silberner Kreuzbartschlüssel, hinten eine vom linken Schildrand ausgehende schwarze Bärenklaue.“
2. ↑  Dörverden: „Auf blauem Schildergrund, ein silberner Wellenschrägbalken, im oberen Feld rechts ein Giebelkreuz mit nach außen gewendeten Pferdeköpfen. Unten links eine Bockwindmühle.“
3. ↑  Hauptsatzung der Gemeinde Emtinghausen §2 (1). Abgerufen am 17. November 2018.
4. ↑  Kirchlinteln: „Gespalten von Rot und Gold, vorn ein durchgehendes geschliffenes silbernes lateinisches Hochkreuz, hinten einen blauen Pflug.“
5. ↑  Langwedel: „In Grün über gewelltem silbernen Schildfuß eine durchgehende sechsgezinnte silberne Burgmauer mit Torbogen, darüber schwebend zwei schräggekreuzte Giebelbretter, die in auswärts gewendeten Pferdeköpfen enden.“
6. ↑  Oyten: „In Rot ein silberner Schräglinkswellenbalken, rechts ein goldener steinzeitlicher Pflug mit silberner Spitze, links ein silberner Eichenzweig mit zwei goldenen Eicheln.“
7. ↑  Verden: „In Silber ein schwarzes Nagelkreuz.“
8. ↑  Barme: „In Silber ein nach rechts fahrendes grünes Fährboot, welches ein silbernes "B" im grünen Segel führt; im grünen Schildkopf mit gewellter Basis umgeben zwei silberne Eichenblätter eine silberne Eichel.“
9. ↑  Diensthop: „In Silber ein nach rechts schreitender roter Rehbock, darüber drei nebeneinander stehende grüne Tannen.“
10. ↑  Stedorf: „In Blau ein silbernes niedersächsisches Fachwerk Bauernhaus mit Pferdeköpfen. Im goldenen Schildfuß ein blauer Pflug.“